# Cofradía de la Santa Vera Cruz de Alberite
La Cofradía de la Santa Vera Cruz es la única cofradía de la Semana Santa de Alberite, la componen unos 100 cofrades, divididos en 4 secciones; la de portadores, damas, trompetas y tambores. La banda de tambores y trompetas que acompaña las procesiones de Semana Santa, participa en numerosos actos de exaltación de bandas, así como en viacrucis durante la cuaresma. Junto con la de Albelda de Iregua es una de las cofradías más numerosas del valle del Iregua.
Esta cofradía se funda a principios del siglo XVIII, en torno al año 1738, como indicaría el libro de actas existente en el Archivo Histórico Diocesano de Logroño, para realizar las funciones propias de la Semana Santa.  Esta cofradía no incluye disciplinas de sangre como se venían haciendo en las cofradías fundadas durante el siglo XV y XVI.
La cofradía desaparece, probablemente tras la desamortización de Mendizabal en 1836, ya que su libro de actas recoge documentos hasta el año 1834, como la mayoría de las cofradías españolas, aunque las procesiones y actos de Semana Santa se siguen realizando por parte de los vecinos de la localidad. En el año 2006, un centenar de vecinos decide refundar la cofradía para organizar la Semana Santa de Alberite, recuperando el nombre de la cofradía existente hasta el siglo XIX.
Tiene su sede en la iglesia parroquial de San Martín, y realiza 3 desfiles procesionales:
- Domingo de Ramos: Saca paso de la Borriquilla
- Jueves Santo: Saca los pasos de Jesús El Nazareno, la Cruz Procesional y la Dolorosa.
- Viernes Santo: Saca los pasos de Jesús El Nazareno, la Cruz Procesional, La Vera Cruz, el Santo Sepulcro y la Dolorosa.

## Hábito
Los cofrades portan hábito de túnica negra, con cíngulo verde y capa y capuchón verde. El capuchón lleva el emblema de la cofradía, pero no lleva capirote, siendo este el modelo tradicional en esta región.